# Michael Treschow
 Der er flere personer med dette navn, se Michael Treschow (ingeniør).
Michael Treschow (5. marts 1741 – 5. juni 1816) var en dansk-norsk højesteretsassessor og amtmand.
Michael Treschow var præsten Herman Treschows broder, han fødtes i Våge i Norge, blev 1755 privat dimitteret til Københavns Universitet, studerede først teologi, men forandrede senere studium og tog 1764 latinsk-juridisk embedseksamen. 1766 blev han sekretær i Danske Kancelli, gjorde sig i de følgende år fordelagtig bemærket ved sin virksomhed som sekretær ved forskellige vigtige regeringskommissioner og udnævntes 1771 til Assessor i Højesteret. Efter at han 1775 havde foretaget en videnskabelig udenlandsrejse, var han 1776-78 desuden medlem af direktionen for Det Kongelige Teater og 1784 medlem af den da nedsatte kommission til at undersøge teatrets forfatning. 1800 opgav han sin stilling i Højesteret for at overtage embedet som amtmand over Roskilde Amt; men allerede 1808 søgte og fik han på grund af nedbrudt helbred sin afsked herfra. 1811 blev han medlem af kommissionen angående Sundhedspolitiets forbedring.
Han døde 5. juni 1816 i København. 1774 var han blevet justitsråd, 1779 etatsråd, 1784 konferensråd, 1812 Kommandør af Dannebrog og optoges senere samme år i den danske adelstand.
Allerede 1781 blev han medlem af Det kongelige danske Selskab for Fædrelandets Historie, hvis forstander han blev 1798, og han leverede til det af selskabet udgivne Nye danske Magasin et ret betydeligt antal bidrag.
Han blev 8. april 1778 gift med Christina Elisabeth Wasserfall (døbt 26. juli 1753 død 31. marts 1823) en datter af købmand Peter Wasserfall og enke efter deputeret i tyske Kancelli Peter Henningsen.